# 伊朗性交易產業
這篇伊朗賣淫業（英語：prostitution in Iran）用來淺談伊朗的賣春產業。
賣春在伊朗屬於非法，懲罰包括多樣，有罰款和監禁，對屢犯者最重會處以死刑。

## 歷史
在伊朗，有關娼妓的確實數目無人清楚。然而在各大城市的街角均可看到娼妓的身影。他們其中許多是從貧窮和破碎的家庭中逃離出來，淪落至此。在2002年，一家屬於溫和派的伊朗報紙Entekhab報導，僅德黑蘭這個城市估計就有近85,000名娼妓。賣春在德黑蘭十分猖獗；“街上隨處可見這類女孩……是街景之一，與其他街上景觀元素融為一體。”
警方發動突襲之後，還發現有兒童賣春集團存在。伊朗精神科醫師Mahdis Kamkar認為，賣春的興起反映的是當地有更廣泛的社會問題存在，其中包括“陷入困境的家庭、離婚、自我認定危機和社會矛盾。”
在1979年伊朗革命之前，娼妓所在被規範在單獨的街區，例如德黑蘭的Shahr-e No紅燈區。新成立的神權政治革命政府把這類紅燈區廢除，對於賣春者處以鞭笞的刑罰。經營妓院也構成犯罪行為，刑罰有1-10年的監禁，也包含死刑。

## 與賣春相關醜聞
2008年，德黑蘭警察局長雷扎·扎雷將軍，在一家妓院被捕，當時身旁有6名裸身娼妓。由於扎雷負責德黑蘭的治安工作，這次逮捕令艾哈邁迪內賈德總統政府困窘。負責這個案件的檢察官指出，扎雷利用他的職位從賣春業中獲取巨大利益。

## 臨時婚姻
雖然賣淫在伊朗屬於非法，但什葉派機構允許兩性之間建立短期的合同關係（波斯語Nikah mut'ah，通常稱Sigheh，臨時婚姻之義）。臨時婚姻的女方可從男方獲得嫁妝。婚姻期間從3天到99年皆有（但有些伊斯蘭教法學者 (mujtahids) 說，99年已超過人的一般壽命，不可能用作臨時婚姻存續期間），婚姻到期自動結束，無需辦理離婚手續。根據一些學者和伊朗人的說法，這種臨時婚姻已被濫用，成為賣春的合法掩護. 宗教人士認為伊斯蘭臨時婚姻與賣春基於幾個原因而有區別，其中之一是雙方發生性關係後，女性必須遵守伊達（待婚期，女性在配偶死亡，或是離婚之後，在下次婚姻之前必須等待的時間）的規定。這表示一位女性締結臨時婚姻，並發生性關係，當臨時婚姻結束後，她必須等待一段時間才能再次進入婚姻關係，因此，一位女性在一年內結婚的次數會有所限制。但根據報導，臨時婚姻在伊朗的數量正在增加之中。

## 特殊醫療衛生和篩檢中心
伊朗衞生及醫療教育部（MOHME ）副部長Ali Akbar Sayyari在2016年7月15日向公眾就改善和/或建立（根據不同的地區和地點而定）針對女性性工作者“快速服務中心（drop-in centers）”和“自願諮詢和檢測中心”提出報告。這些中心提供預防醫學工具，並為性工作者做性傳染病檢驗。這些中心也提供諮詢服務。

## 2016年德黑蘭服務價格
據從事控制及預防社會損害的非政府組織Aaftaab Society，其負責人Farahnaz Salimi稱在德黑蘭約有10,000名女性性工作者。這些性工作者中，也包括已婚婦女或是女性職員。根據她的報告，平均一晚的夜渡資為60萬里亞爾（即6萬土曼，約折合14.28美金）。最高的一晚夜渡資可達幾十萬土曼（1土曼等於10里亞爾），最低價格為5萬里亞爾。（伊朗貨幣與美金的兌換以2016年春季匯率換算）。

## 性販運
伊朗是遭受性販運迫害的男性、女性和兒童的來源國、過境國和目的地國。據報導，犯罪團體把伊朗婦女、男孩和女孩販運到伊朗、阿富汗、伊拉克庫爾德斯坦 (IKR)、巴基斯坦、阿拉伯聯合大公國和歐洲從事性工作。一些尋求工作以養家糊口的伊朗婦女，很容易受到性販運之害。不法業者者針對13至17歲的伊朗女孩，把他們販運到國外以供性剝削；小女孩先會被迫做家事，等年紀稍長，不法業者再安排他們進入兒童賣淫。資料顯示2016年在杜拜從事賣春的年輕伊朗婦女有所增加；其中有些可能是遭受販運的受害者。據報導，在2009年到2015年間，源自伊朗的女孩被販運到波斯灣其他國家，遭受性剝削的情況有所增加。伊朗女孩會被販運到伊拉克庫爾德斯坦，尤其是在蘇萊曼尼亞的妓院；在某些情況下，這種販運是由伊朗的犯罪組織網絡所運作。媒體在2015年報導，庫爾德斯坦地區政府官員也常光臨這些妓院。據報導，在德黑蘭、大不里士和阿斯塔拉等城市，遭受性剝削的少女人數持續增加中。阿富汗的移民和難民，其中包括兒童，極易遭受性販運的危害。
美國國務院在其2007年年度人口販運報告中把伊朗列為“第2級國家/地區”，稱“伊朗並未完全符合消除人口販運的最低標準，但正為此做出重大努力” 2010年，美國國務卿希拉里·柯林頓把伊朗降為“第3級國家/地區”，指出該國在解決人口販運問題上，主要是在賣春和強迫勞動方面，並未做出重大努力。

## 外國受害女性
在伊朗宗教領袖默許之下，有來自中國、泰國和其他外國的婦女被迫在伊朗從事賣春工作。

## 外部連結
- 维基共享资源上的相關多媒體資源：伊朗性交易產業